# 卡尔·李卜克内西村 (卢甘斯克州)
48°20′16″N 39°21′51″E / 48.33778°N 39.36417°E
卡尔·李卜克内西村（俄语：Карла Либкнехта），乌克兰当局称馬爾伊夫卡（烏克蘭語：Мар'ївка），法理上是烏克蘭東部盧甘斯克州卢甘斯克区的盧圖希內市鎮的村莊。該村始建於1949年，面積0.13平方公里，海拔高度162米，2001年人口118，人口密度每平方公里893.9人。